# Giro d’Italia 1938
Der 26. Giro d’Italia fand vom 7. Mai bis 2. Juni 1938 statt.
Das Radrennen bestand aus 19 Etappen mit einer Gesamtlänge von 3.645 Kilometern. Von 94 Startern erreichten 50 das Ziel. Giovanni Valetti, der in diesem Jahr auch die Tour de Suisse gewann, errang den Giro-Sieg vor Ezio Cecchi. Die Bergwertung gewann ebenfalls Giovanni Valetti. Die Mannschaftswertung gewann das Team Gloria-Ambrosiana.

## Gesamtwertung
1. Giovanni Valetti  Königreich Italien 112h 49' 28s
2. Ezio Cecchi  Königreich Italien 8' 52s zurück
3. Severino Canavesi  Königreich Italien 9' 06s zurück
4. Settimo Simonini  Königreich Italien 15' 50s zurück
5. Michele Benente  Königreich Italien 19' 40s zurück
6. Walter Generati  Königreich Italien 22' 2s zurück
7. Cesare Del Cancia  Königreich Italien 24' 7s zurück
8. Karl Litschi  Schweiz 29' 24s zurück
9. Ruggiero Balli  Königreich Italien 32' 23s zurück
10. Aladino Mealli  Königreich Italien 38' 38s zurück

## Etappen
| Etappe | von / nach                           | km        | Sieger                               | Führender                            |
| ------ | ------------------------------------ | --------- | ------------------------------------ | ------------------------------------ |
| 1.     | Mailand - Turin                      | 182       | Marco Cimatti Königreich Italien     | Marco Cimatti Königreich Italien     |
| 2.     | Turin - San Remo                     | 204       | Mario Vicini Königreich Italien      | Mario Vicini Königreich Italien      |
| 3.     | San Remo - Santa Margherita Ligure   | 172       | Giovanni Gotti Königreich Italien    | Cesare Del Cancia Königreich Italien |
| 4.a    | Santa Margherita Ligure - La Spezia  | 81        | Giovanni Valetti Königreich Italien  | Cesare Del Cancia Königreich Italien |
| 4.b    | La Spezia - Montecatini              | 110       | Walter Generati Königreich Italien   | Cesare Del Cancia Königreich Italien |
| 5.     | Montecatini Terme - Chianciano Terme | 184       | Salvatore Crippa Königreich Italien  | Cesare Del Cancia Königreich Italien |
| 6.     | Chianciano Terme - Rieti             | 160       | Adolfo Leoni Königreich Italien      | Cesare Del Cancia Königreich Italien |
| 7.a    | Rieti - Terminillo                   | 19.8 (ZF) | Giovanni Valetti Königreich Italien  | Cesare Del Cancia Königreich Italien |
| 7.b    | Rieti - Rom                          | 152       | Cino Cinelli Königreich Italien      | Cesare Del Cancia Königreich Italien |
| 8.     | Rom - Neapel                         | 234       | Raffaele Di Paco Königreich Italien  | Cesare Del Cancia Königreich Italien |
| 9.     | Neapel - Lanciano                    | 221       | Giordano Cottur Königreich Italien   | Giovanni Valetti Königreich Italien  |
| 10.    | Lanciano - Ascoli Piceno             | 149       | Raffaele Di Paco Königreich Italien  | Giovanni Valetti Königreich Italien  |
| 11.    | Ascoli Piceno - Ravenna              | 268       | Cino Cinelli Königreich Italien      | Giovanni Valetti Königreich Italien  |
| 12.    | Ravenna - Treviso                    | 199       | Raffaele Di Paco Königreich Italien  | Giovanni Valetti Königreich Italien  |
| 13.    | Treviso - Triest                     | 207       | Cesare Del Cancia Königreich Italien | Giovanni Valetti Königreich Italien  |
| 14.    | Triest - Belluno                     | 243       | Olimpio Bizzi Königreich Italien     | Giovanni Valetti Königreich Italien  |
| 15.    | Belluno - Recoaro                    | 154       | Giovanni Valetti Königreich Italien  | Giovanni Valetti Königreich Italien  |
| 16.    | Recoaro - Bérgamo                    | 272       | Diego Marabelli Königreich Italien   | Giovanni Valetti Königreich Italien  |
| 17.    | Bergamo - Varese                     | 154       | Cesare Del Cancia Königreich Italien | Giovanni Valetti Königreich Italien  |
| 18.a   | Varese - Locarno (SUI)               | 100       | Leo Amberg Schweiz                   | Giovanni Valetti Königreich Italien  |
| 18.b   | Locarno (SUI) - Mailand              | 180       | Olimpio Bizzi Königreich Italien     | Giovanni Valetti Königreich Italien  |

## Bergwertung
1. Giovanni Valetti  Königreich Italien
2. Giordano Cottur  Königreich Italien
3. Ezio Cecchi  Königreich Italien